# Alveringem
Alveringem (vls. Oalveringem, Alvergem, Oavergem) – miejscowość i gmina (gemeente) w Belgii, w Regionie Flamandzkim, w prowincji Flandria Zachodnia, w okręgu Veurne. 1 stycznia 2024 liczyła 5023 mieszkańców.

## Podział administracyjny
W skład gminy wchodzi osiem dzielnic (deelgemeente):
- Beveren aan de IJzer (Beveren-sur-l'Yser)
- Gijverinkhove
- Hoogstade
- Izenberge
- Leisele
- Oeren
- Sint-Rijkers (Saint-Riquiers)
- Stavele